# Залізний орел 3: Аси
Залізний орел 3: Аси (англ. Aces: Iron Eagle III) — американський бойовик 1992 року.

## Сюжет
Колишні нацисти захопили перуанське поселення і хочуть перетворити його на опорну базу для своїх операцій з торгівлі кокаїном. Анні вдалося втекти, вона вирушила до США і зустрівши там бравого льотчика Чаппі Сінклера, попросила про допомогу. Звичайно, Чаппі не міг відмовити. Він звернувся до свого начальства за підтримкою, і тут з'ясувалося, що генерал, з яким Чаппі розмовляв, співпрацює з нацистами, а через базу ВПС США проходить контрабанда наркотиків. Тоді герой залучив до операції трьох літніх, але ще бадьорих пілотів. На винищувачах часів Другої світової війни відважні льотчики летять на допомогу південноамериканським селянам.

## У ролях
| Актор                 | Роль                     |
| --------------------- | ------------------------ |
| Луїс Госсет молодший  | Чаппі                    |
| Рейчел МакЛіш         | Анна                     |
| Пол Фрімен            | Клейс                    |
| Горст Бухгольц        | Лейхман                  |
| Крістофер Кейзнов     | Палмер                   |
| Сонні Тіба            | Хорікосі                 |
| Фред Томпсон          | Стокман                  |
| Мітч Райан            | Сіммс                    |
| Роб Естес             | Дойл                     |
| Дж.Е. Фрімен          | Еймес                    |
| Том Бауер             | Кроуфорд                 |
| Філ Льюїс             | Ті Ві                    |
| Хуан Фернандес        | Есковез                  |
| Рей «Бум Бум» Манчіні | Чіко                     |
| Інез Перез            | місіс Дель Прадо         |
| Пол Вебер             | Кревман                  |
| Рік Скай Гарсіа       | Крейкхед                 |
| Боб Майнор            | Бігман                   |
| отець Начо            | священик                 |
| Ніколас Шон Гомез     | Хуан                     |
| Адріан А. Овьедо      | Хав'єр                   |
| Девід Херрера         | Луїс Моралес             |
| Естрелла Рейс         | маленька дівчинка        |
| Бренском Річмонд      | насильник                |
| Марджорі Шілдс        | секретар                 |
| Фред Сміт             | начальник служби безпеки |

## Саундтрек
| Список треків | Список треків                          | Список треків |
| #             | Назва                                  | Тривалість    |
| ------------- | -------------------------------------- | ------------- |
| 1.            | «The Aces Theme»                       | 1:58          |
| 2.            | «Escape From Peru»                     | 4:40          |
| 3.            | «Chappy's Surprise»                    | 2:43          |
| 4.            | «Trouble In Brownsville»               | 1:57          |
| 5.            | «Chappy Survives»                      | 1:50          |
| 6.            | «Anna's Theme»                         | 2:07          |
| 7.            | «The Aces Agree»                       | 1:38          |
| 8.            | «Horikoshi Confesses»                  | 1:45          |
| 9.            | «Anna In Action»                       | 5:42          |
| 10.           | «Aces In Action»                       | 3:17          |
| 11.           | «Getting The Message»                  | 0:35          |
| 12.           | «Too Much Seasoning»                   | 3:17          |
| 13.           | «Action In the Andes»                  | 4:24          |
| 14.           | «Tee-Vee Does The Right Thing»         | 2:46          |
| 15.           | «The Messerschmidt 263/Hero In A Zero» | 1:33          |
| 16.           | «Chappy Saves The Day»                 | 3:38          |
| 17.           | «Kleiss Is Diced»                      | 1:18          |
| 18.           | «Final Credits»                        | 4:48          |
| 49:56         |                                        |               |